# Estación de Benissa (TRAM Alicante)
Benissa es una estación del TRAM Metropolitano de Alicante donde presta servicio la línea 9. Está situada fuera del casco urbano de Benisa, hacia el este por la carretera de la Estación.

## Localización y características
Se encuentra ubicada en la avenida de la Estación, desde donde se accede. Dispone de un andén, una vía, el edificio de la estación y otro antiguo edificio de mercancías. En la estación se detienen los nuevos trenes duales de la línea 9.

## Líneas y conexiones
| << Cabecera | < Estación | Línea | Estación > | Cabecera >> |
| ----------- | ---------- | ----- | ---------- | ----------- |
| Benidorm    | Calpe      |       | Teulada    | Denia       |

Enlace con las líneas de bus interurbano a Calpe y Teulada.